# Ácido ricinelaidico
Ácido ricinelaidico o  (+)-(R)-ácido ricinelaidico es una insaturado omega-9 de ácido graso trans. Es el trans-isómero del ácido graso ácido ricinoleico.